# Sebastian Nowicki
Sebastian Nowicki (ur. 4 lipca 1994) – polski lekkoatleta specjalizujący się w biegach długodystansowych. Młodzieżowy mistrz Polski w biegu na 10000 metrów (Postomino 2016).

## Rekordy życiowe
Opracowano na podstawie
| Konkurencja          | Obiekt  | Data             | Miejsce   | Wynik    |
| -------------------- | ------- | ---------------- | --------- | -------- |
| bieg na 1500 metrów  | stadion | 14 czerwca 2015  | Bydgoszcz | 3:51:45  |
| bieg na 3000 metrów  | stadion | 6 czerwca 2015   | Gdańsk    | 8:13:97  |
| bieg na 5000 metrów  | stadion | 6 września 2015  | Białystok | 14:18:31 |
| bieg na 10000 metrów | stadion | 22 kwietnia 2023 | Olkusz    | 30:00:12 |

## Osiągnięcia
Opracowano na podstawie
| Rok  | Impreza                            | Miejsce               | Konkurencja          | Pozycja    | Wynik    |
| ---- | ---------------------------------- | --------------------- | -------------------- | ---------- | -------- |
| 2015 | Młodzieżowe Mistrzostwa Polski U23 | Białystok             | bieg na 5000 metrów  | 2. miejsce | 14:18:31 |
| 2016 | Młodzieżowe Mistrzostwa Polski U23 | Postomino             | bieg na 10000 metrów | 1. miejsce | 30:26:67 |
| 2022 | Mistrzostwa Polski                 | Olesno                | bieg przełajowy      | 3. miejsce | 11:48    |
| 2023 | Mistrzostwa Polski                 | Olkusz                | bieg na 10000 metrów | 3. miejsce | 30:00:12 |
| 2023 | Mistrzostwa Polski                 | Zielona Góra/Drzonków | bieg przełajowy      | 3. miejsce | 28:31    |